# ZaSu Pitts

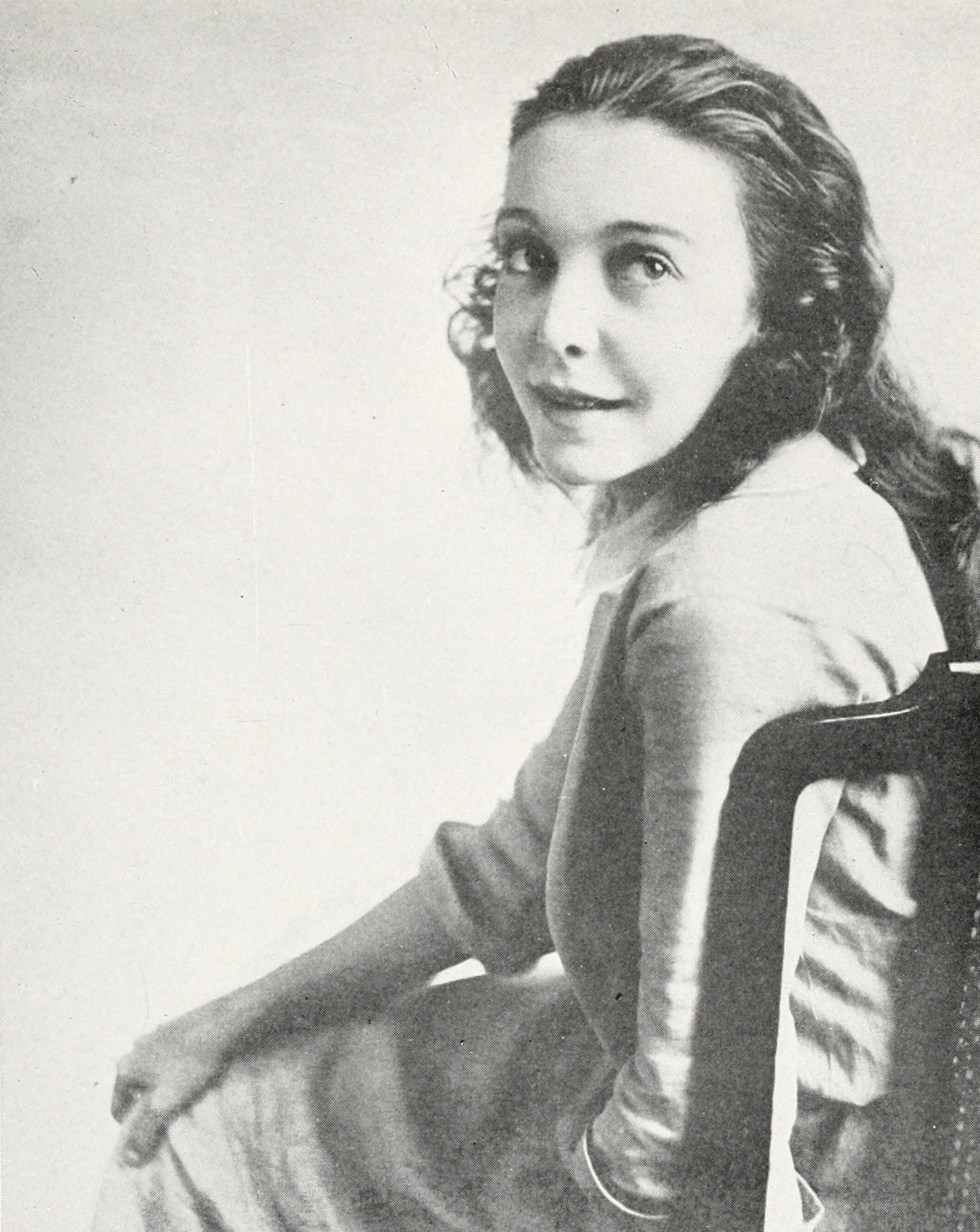
ZaSu Pitts i Who's Who on the Screen

ZaSu Pitts, född 3 januari 1894 eller 1898, död 7 juni 1963, var en amerikansk skådespelare.
Hennes förnamn är en kombination av hennes verkliga namn, Eliza och Susan. Pitts upptäcktes av manusförfattaren Frances Marion och debuterade i A Little Princess (1917) i vilken Mary Pickford spelade huvudrollen. Senare spelade Pitts huvudrollen i Erich von Stroheims Den giriga (1924) och hon kom att arbeta med Stroheim flera gånger därefter. Under 1930-talet medverkade hon i många b-filmer och komiska kortfilmer. Hon fortsatte att spela biroller på bio och TV fram till sin död.
Hon dog av cancer i Hollywood, 1963.

## Filmografi (i urval)
- 1928 – Bröllopsmarschen
- 1931 – On the Loose[7]